# Замок Таттерсхолл
Замок Таттерсхолл (англ. Tattershall Castle) — строение периода позднего Средневековья, находится в деревне Таттерсхолл, графство Линкольншир, Англия. Находится под защитой Национального фонда.

## История
Ранее на месте замка стояла каменная крепость, воздвигнутая в XIII веке Робертом де Таттерсхоллом по разрешению короны от 21 мая 1231 года. От этого старинного укрепления сохранилась лишь часть стены, а замок в том виде, в котором он сохранился до нашего времени, был построен между 1434 и 1446 годами Ральфом, 3-м лордом Кромвелем, к которому перешло право владения этими землями. Лорд Кромвель был влиятельным дворянином своего времени, служил советником короля Генриха V и был лордом-казначеем его преемника, короля Генриха VI. Кирпичные замки менее распространены в Англии, чем каменные; когда кирпич выбирали как стройматериал, часто это было из-за его эстетической привлекательности или потому, что это было модно. Тенденция использования кирпича была представлена фламандскими ткачами. Рядом было много камня, но Кромвель решил использовать кирпич. При строительстве замка было использовано около 700 000 кирпичей.

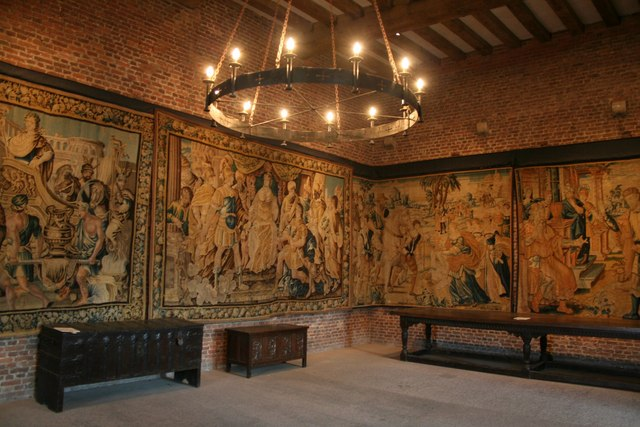
Гобеленовый зал

Считается, что три парадных зала замка однажды были с пышностью обставлены, а покои обогревались огромными готическими каминами с декорированной облицовкой и гобеленами. Говорится, что замок был ранним семейным деревенским поместьем, маскирующимся под крепость. После смерти Кромвеля в 1456 году, Таттерсхолл был унаследован его племянницей Джоан Буше, но был конфискован короной после кончины её супруга. В 1560 году замок был восстановлен Генри Сидни, который затем продал его лорду Клинтону (позднее граф Линкольна), потомки которых жили в замке до 1693 года. Затем он был заброшен и сильно обветшал.
Замок был выставлен на продажу до 1910 года. Его величайшие сокровища — огромные средневековые камины — сохранились до этого времени, и их купил американский миллионер, после чего камины были разобраны и упакованы для отправки. В 1911 году лорд Джордж Керзон вмешался и купил замок, а также намеревался вернуть камины. После всенародных поисков, они были найдены в Лондоне и возвращены. Лорд отреставрировал замок под руководством архитектора Уильяма Вейра, а после его смерти замок был передан Национальному фонду. На сегодняшний день Таттерсхолл остаётся одним из трёх наиболее важных сохранившихся кирпичных замков середины XV века.